# Lipanski Apači
Lipan Apači so skupina Apačev, južnoatabaškega domorodnega ljudstva, ki je stoletja živelo na jugozahodu in južnih ravnicah. V času stika z Evropejci so živeli v Novi Mehiki, Koloradu, Oklahomi, Teksasu in severnem Mehiki. Zgodovinsko gledano so bili najvzhodnejša skupina Apačev.
Potomci Lipan Apačev živijo predvsem v Teksasu, Novi Mehiki, Oklahomi, Arizoni in severni Mehiki. Nekateri so vpisani v tri zvezno priznana plemena: pleme Mescalero Apačev v Novi Mehiki, pleme Tonkawa Indijancev iz Oklahome in pleme Apačev iz Oklahome, ki je znano tudi kot Kiowa Apači ali Plains Apači. Lipan Apači pa niso zvezno priznano pleme. Poleg tega so potomci Lipan Apačev člani zvezno nepriznanih skupin.

## Ime
Ime "Lipan" je španska prilagoditev njihovega samooznačevanja kot Łipa-į́ Ndé ali Lépai-Ndé ("Svetlo sivi ljudje"), kar odraža njihovo migracijsko zgodbo. Najzgodnejši znani pisni zapis o Lipan Apačih je to pleme identificiral kot Ypandes.
Nancy McGown Minor je zapisala, da beseda Lipan izvira iz lipanskih besed lépai, kar pomeni 'siva barva', in ndé, kar pomeni 'ljudje', kar bi pomenilo, da Lipan pomeni 'Svetlo sivi ljudje'. Ime Apači je morda zunijskega izvora, iz besede apachu, kar pomeni 'sovražnik' ali pa morda iz ute jezik, ki so to skupino imenovali Awa'tehe.
Avtonim Apačev je Inde ali Nde, kar pomeni "ljudje".
Izraza Vzhodni Apači in Teksaški Apači lahko vključujeta tudi njih, pa tudi Chiricahua Apači in Mescalero Apači. I Fought a Good Fight: A History of the Lipan Apaches navaja, da so španski raziskovalci zabeležili svoja srečanja s Chipaines, Conejeros, Rio Colorados in Anchos, ki so živeli ob reki Canadian in so bili predniki Lipanov.

## Jezik
Lipanski apaški jezik je južnoatabaški jezik, ki velja za tesno povezanega z jezikom Jicarilla Apači. Lingvist Harry Hoijer je leta 1938 ugotovil, da so Lipani v južnem Teksasu govorili južnoatabaški jezik. Od leta 2009 morda ni več govorcev in jezik velja za skoraj izumrlega ali mirujočega. Do leta 1981 sta na rezervatu Mescalero Apačev ostala le dva ali tri starejši govorci lipanskega jezika. Potekajo prizadevanja in financiranje za oživitev jezika.

## Zgodovina
Konfederirane vzhodne skupine Apačev so imele domovino, ki se je razprostirala od južnih Velikih ravnic do Mehiškega zaliva, z znatno prisotnostjo v današnjem Teksasu. Čeprav je arheoloških dokazov o Lipan Apačih malo, nekateri piktografi v Paint Rocku v Teksasu – v okrožju Concho – prikazujejo zgodbe Lipanov o nastanku, svetih obredih, pošastih in mitskih junakih. Ti piktografi zajemajo 12.000 let in so morda prispevki kar 300 plemen. Nomadska ljudstva Lipan Apači, Jumanos, Tonkawa in Comanche so naseljevala dolino Concho in naj bi prispevala k risbam, najdenim na mestu piktografov. Piktografi, ki prikazujejo strukturo s križi in hudičem, se morda nanašajo na misijo in naj bi jih ustvarili Lipani.

### 16. in 17. stoletje
Predniki Lipan Apačev, ki so živeli ob reki Canadian, so prvič prišli v stik z Evropejci med odpravo Francisca Vásqueza de Coronada, ki je tja potoval leta 1541 in so bili še vedno v regiji, ko je leta 1694 prispel Diego de Vargas. Zgodovinarji menijo, da so se Indijanci Teya iz Teksasa Panhandle verjetno združili z Lipani.
Lipan Apači so konje dobili od Špancev do leta 1608 in prevzeli nomadski način življenja.Bili so odlični konjeniki in so prosto napadali naselja. Skozi 17. stoletje so Španci napadali skupnosti Apačev zaradi sužnjev. Acho, veja Lipanov, se je borila z ljudstvi Taos Pueblo in Picuris Pueblo proti Špancem v uporu Pueblov leta 1680.
Leta 1684 so španski kolonisti dokončali Mission San Francisco de los Julimes blizu Presidio, Teksas, da bi služili ljudstvom Jumano, Julime in sosednjim plemenom. Ta plemena so naučila peyote obred Tonkawa in Lipane, ki so ga nato delili s Komanči, Mescalero Apači in Plains Apači. V 1860-ih so španski kronisti zapisali, da so nekateri Lipan Apači živeli blizu obale Mehiškega zaliva in prevzeli način življenja sosednjih Karankawa.

### 18. stoletje
Do leta 1700 so se Lipani naselili po južnem Teksasu in v Coahuila, Mehika. Še vedno so živeli v kmetijskih naseljih, kjer so gojili avtohtone pridelke, kot so buče, koruza in fižol ter lubenice, uvožene iz Afrike. Francoski raziskovalec Bénard de La Harpe je leta 1719 srečal Lipan Apače blizu današnjega Latimer County, Oklahoma.
Lipani so bili prvič omenjeni v španskih zapisih leta 1718, ko so napadli španska naselja v San Antoniu. Pogosto so napadali španske oskrbovalne vlake, ki so potovali iz Coahuile v novo ustanovljeni San Antonio.
Leta 1749 sta se dva poglavarja Lipan Apačev pridružila drugim apaškim voditeljem pri podpisu ene najzgodnejših zabeleženih mirovnih pogodb s Španijo v San Antoniu. Nekateri Lipan Apači so se sredi 18. stoletja naselili severozahodno od San Antonia.
Španski kolonisti so gradili utrdbe in misijone blizu lipanskih naselij. Misijon na reki San Sabá je bil dokončan leta 1757, vendar so ga uničili Komanči in Wichita Indijanci. Istega leta so se Lipan Apači borili proti Hasinai, skupini ljudstva Caddo. Lipani so sodelovali v španski odpravi proti Wichitam in Komančem leta 1759, vendar so bili poraženi v bitki pri Twin Villages. Misijone, ustanovljene za Lipane v Candelarii in San Lorenzu, so Komanči uničili leta 1767.
Do leta 1767 so vsi Lipani popolnoma zapustili španske misijone. Istega leta je Cayetano Pignatelli, 3rd Marquis of Rubí začel politiko iztrebljanja Lipanov, potem ko je epidemija (črne koze) leta 1764 zdesetkala pleme.

### 19. stoletje
V zgodnjem 19. stoletju so Lipanski Apači pretežno živeli v južnem in zahodnem Teksasu, južno od reke Colorado do Mehiškega zaliva in vzhodno do reke Rio Grande. V tem stoletju so se začeli povezovati s Tonkawami.  Da bi se uprli svojim sovražnikom Komančem in Mehičanom, so se Lipanski Apači v 30. letih 19. stoletja zavezali z Republiko Teksas. Med Teksaško revolucijo 1835–36 so služili kot izvidniki Teksaške milice.
Država Teksas je imela ogromne vojne dolgove in je po pridobitvi državnosti uporabljala prodajo zemljišč za zbiranje sredstev, pri čemer skorajda ni ostalo zemlje za ameriške Indijance. Teksas je leta 1854 ustanovil rezervat Brazos, kjer je živelo okoli 2.000 pripadnikov plemen Caddo, Anadarko, Waco in Tonkawa, vendar so se plemena do leta 1859 morala preseliti na Indijansko ozemlje.
Leta 1855 so se nekateri Lipanski Apači pridružili rezervatu Brazos; vendar se večina ni. Nekateri so se pridružili Apačem iz prerij v Oklahomi; drugi so se pridružili Meskalerom v Novem Mehiki, nekateri pa so pobegnili v Mehiko.
Leta 1869 so mehiške čete iz Monterreyja pripeljali v Zaragozo, da bi odstranili Lipanske Apače, ki so bili obtoženi spodbujanja konfliktov. Poglavar Magoosh (Lipan, ok. 1830–1900) je leta 1870 vodil svojo skupino iz Teksasa in se pridružil Meskalerskim Apačem v rezervatu Mescalero. Čete so napadle številna lipanska taborišča; preživeli so pobegnili k Meskalerom v Novo Mehiko. Od leta 1875 do 1876 so čete vojske Združenih držav Amerike izvajale skupne vojaške kampanje z mehiško vojsko, da bi odstranile Lipane iz zvezne države Coahuila v severni Mehiki. Leta 1879 se je skupina 17 Lipanov naselila blizu Fort Griffina v Teksasu, vendar so bili leta 1884 prisilno odstranjeni na Indijansko ozemlje, kjer so se pridružili Tonkawam. Leta 1879 se je skupina 17 Lipanov naselila blizu Fort Griffin, Teksas, vendar so jih leta 1884 prisilno preselili na Indijansko ozemlje, kjer so se pridružili Tonkawam.
Leta 1891 so se Lipani pogajali z mehiškim predsednikom Porfiriom Diazom, da bi ohranili plemensko zemljo Lipanov v Zaragozi. Ta sporazum je trajal približno 12 let, dokler niso bili izgnani iz Zaragoze, potem ko so se uprli pridružitvi mehiški vojski.

### 20. stoletje
Oktobra 1903 je bilo 19 Lipanskih Apačev, ki so pobegnili iz Teksasa v Coahuilo, odpeljanih v severozahodno Chihuahuo in tam zadržanih kot vojni ujetniki do leta 1905. Izpuščeni so bili v rezervat Mescalero.

## Skupine
Lipanski Apači so nastali z združitvijo več vzhodnih apaških skupin, združenih v veliko konfederacijo, ki so si delile kulturno in zgodovinsko vez. Kot konfederacija so se združili, da bi se branili pred Komanči in njihovimi zavezniki. Okoli leta 1720 so Komanči pregnali Lipanske Apače iz južnih Velikih planjav. V začetku 18. stoletja so bili Lipani razdeljeni na regionalne skupine/divizije, ki so obsegale več skupin – divizijo gozdnih Lipanov (spodnje lipanske skupine), divizijo planinskih Lipanov (zgornje lipanske skupine) in skupine, ki so živele predvsem v severni Mehiki (mehiške skupine Lipan).

### Spodnje skupine Lipanov; gozdna divizija Lipanov
- Ljudje rdečih las (Tséral tuétahäⁿ): kasneje so se vključili v skupino Sončne vidre ali skupino Zelene gore, živeli so južno od reke Nueces v Teksasu, leta 1884 niso več obstajali.[44]
- Skupina Sončne vidre (Tcheshä’ⁿ): razprostirala se je od San Antonia v Teksasu, južno do Rio Grande.[44]
- Skupina Zelene gore (Tsél tátlidshäⁿ): kasneje jo je absorbirala skupina Visokega mokasina, živela je v nižjih teksaških obalnih ravnicah ob spodnjih rekah Colorado, Guadalupe in Nueces.[45]
- Skupina Visokega mokasina (Kóke metcheskó lähäⁿ): živela je južno od San Antonia vse do severne Mehike.[46]
- Skupina Visoke trave (Cuelcahende): živela je od jugozahodnega Kansasa do severovzhodnega Duranga.[47]
- Ljudje volčjih glav (Tsés tsembai): živeli so nad reko Colorado, morda na območju Lubbocka. Morda predstavljajo zgodnjo prisotnost Lipanov v severnem Teksasu, preden so se preselili Komanči.[48]
- Ljudje visokih stoječih dreves (Tcic n’ti óané) in Ljudje rdečega blata (Gocłic Łit’xuné): združili so se v Canneci Tinné,[49][50] najvzhodnejša skupina Apačev, katere ozemlje vključuje današnji okrožji St. Martin in Lafayette v Louisiani. Canneci so bili omenjeni že leta 1700 s strani Jean-Baptista LeMoyna, Sieurja de Bienvilla[51]

### Zgornja divizija Lipanov / ravninskih Lipanov
- Skupina Ognja ali Tabornega kroga (Ndáwe ɣóhäⁿ): živela je zahodno do jugozahodno od Fort Griffina, od reke San Saba do reke Rio Grande.[45]
- Skupina Drobljenja ali Drgnjenja (Tchóⁿ kanäⁿ): kasneje jo je absorbirala skupina Malega predpasnika, živela je zahodno od Fort Griffina v Teksasu, do zahodne strani Rio Grande, verjame se, da je izumrla do leta 1884.[45]
- Skupina Malega predpasnika (Tchaⁿshka ózhäyeⁿ): živela je ob spodnji reki Pecos v Teksasu.[52]
- Skupina Gorjanov (Täzhä'ⁿ): živela je ob zgornji reki Rio Grande v južni Novi Mehiki, vendar se je selila na zgornjo reko Nueces v Teksasu, da bi lovila bizone.[52]
- Možje prerije (Kó'l kukä'ⁿ): znani kot Llaneros do konca 18. stoletja, so živeli zahodno od Ft. Griffina ob zgornjih rekah Colorado in Concho ter segali do zahodno od reke Pecos.[52]
- Tolpa divjih gosi (Teł kóndahäⁿ): morda jo je konec 18. stoletja absorbirala tolpa Možje prerije, živela je ob zgornji reki Colorado zahodno od Fort Griffina v Teksasu, bili so znani in divji bojevniki.[52]
- Severna tolpa (Shä-äⁿ): živela je sredi 19. stoletja v severozahodnem Teksasu na ozemlju, ki so ga naseljevali Kiowa Apache.[53]

Mehiške tolpe Lipanov
- Tolpa Velike vode (Kú’ne tsá): sredi 18. stoletja se je ta tolpa ločila od svojih sorodnikov v San Antoniu in se preselila v severno Coahuilo blizu Zaragosa, živela je ob rekah Escondido in San Rodrigo ter v gorah Santa Rosa in Sierra El Burro v Mehiki.[53]
- Ljudje poslikanega lesa (Tsésh ke shénde ali Tséc kecénde): živeli so v Lavónu, Coahuila, Mehika, med Zaragoso in Morelosom, verjetno izumrli do leta 1884.[48]

Španci so te skupine povezovali z Lipani:
- Lipiyánes: koalicija Lipanov, Nastagés in drugih Lipanov, ki so živeli ob Pecosu, so se združili do leta 1780 pod vodstvom Picax-Ande-Ins-Tinsle (Močna roka), da bi se borili proti južni širitvi Komančev.[54]
- Natagés (Ljudje meskala): kulturno povezani z Mescalero Apači, so živeli ob reki Pecos in so bili močni zavezniki Lipan Apačev.[55]
- Pelones (Plešasti/Brezlasci): ime, ki so ga Španci dali diviziji Gozdnih Lipanov, verjetno v zvezi z lipanskim običajem puljenja dlak na obrazu, živeli so na zgornjem območju Brazosa ob Rdeči reki severno-centralnega Teksasa.[56]

## Prebivalstvo
Etnograf James Mooney je ocenil, da je bilo leta 1690 500 Lipan Apačev. Misijonar, duhovnik Friar Diego Ximenez, je ocenil, da je skupno število Lipanov leta 1762 znašalo 5.000, leta 1763 3.000 in leta 1764 4.000. Leta 1778 so španski vojaški poveljniki na srečanju v Monclovi, Coahuila, ocenili, da je število moških Lipanov 5.000. Do leta 1820 je mehiški vladni uradnik Juan Padilla ocenil, da je bilo v Teksasu 700 Lipanov. Opler in Ray sta ocenila, da se je število Lipanov med letoma 1845 in 1855 gibalo med 500 in 1000. Popis prebivalstva ZDA iz leta 1910 navaja 28 Lipan Apache.

## 21. stoletje
Potomci Lipan Apache so vpisani v tri zvezno priznana plemena:
- Mescalero Apache Tribe v Novi Mehiki,
- Tonkawa Tribe v Oklahomi,
- Apache Tribe of Oklahoma. Lipan Apache nimajo lastnega, ločenega zvezno priznanega plemena.

Več zvezno nepriznanih plemen v Teksasu in Louisiani trdi, da imajo dediščino Lipan Apache. Med njimi so naslednja.

### Louisiana
- Choctaw-Apache Tribe of Ebarb, znano tudi kot Choctaw-Apache Community of Ebarb, v Zwolleju, Louisiana[60]
- Canneci Tinné Apache Tribe," v Carencro, Louisiana[61]

### Teksas
- Apache Council of Texas[62] v Alice, Teksas[63]
- Cuelgahen Nde Lipan Apache iz Teksasa[64] v Three Rivers, Teksas
- Lipan Apache Nation of Texas v Brackettville, Teksas.
- Lipan Apache Nation of Texas, znana tudi kot Kuné Tsa Nde Band of the Lipan Apache Nation of Texas, v San Antonio, Teksas[65]
- Lipan Apache Tribe of Texas v McAllen, Teksas[66]

Država Louisiana je leta 1978 z zakonodajnim aktom, Skupno resolucijo predstavniškega doma št. 2, priznala skupnost Choctaw-Apache iz Ebarba.
Čeprav Teksas trenutno nima "pravnega mehanizma za priznavanje plemen"; se državno priznanje lahko zgodi na različne načine, vključno z državno zakonodajo, upravnimi dejanji, zakonodajo in guvernerskimi proklamacijami ali izvršnimi odredbami, vendar najpogosteje z zakonodajo. 18. marca 2009 sta bila sprejeta Senatna resolucija 438 in Resolucija predstavniškega doma 812, obe z naslovom "Priznanje Lipan Apači plemena Teksasa," so bili sprejeti v njunih zbornicah med 81. zakonodajnim zasedanjem Teksasa. Te skupno izdane čestitke so izrazile mnenje obeh zbornic o priznanju plemena Lipan Apache iz Teksasa kot zgodovinskega plemena in pohvalile prispevke plemena državi. Leta 2019 je 86. zakonodajna skupščina zvezne države Teksas sprejela sočasne resolucije, senatno sočasno resolucijo št. 61 in sočasno resolucijo predstavniškega doma št. 171, ki sta potrdili stališče zakonodajne skupščine Teksasa, da je pleme Lipan Apache iz Teksasa "današnja inkarnacija ponosnega ljudstva, ki je živelo v Teksasu in severni Mehiki več kot 300 let". Resolucije so pleme tudi pohvalile za njegove dragocene prispevke državi. Senat, predstavniški dom in guverner so podpisali vsako sočasno resolucijo.
Senatni predlogi zakonov Teksasa za formalno državno priznanje plemena Lipan Apache iz Teksasa so bili predstavljeni leta 2021 in leta 2022. Oba predloga zakonov sta umrla v odboru.
Lipan Apache Band of Texas je bil leta 2011 počaščen s strani zakonodajalca zvezne države Teksas z resolucijo predstavniškega doma 540.
Decembra 2024 sta bili skupnost Choctaw-Apache iz Ebarba in pleme Lipan Apache iz Teksasa registrirani članici National Congress of American Indians (NCAI) kot "državno priznani plemeni". NCAI zahteva letno registracijo s članarino. Prav tako morajo članske organizacije izbrati delegata, ki bo zastopal njihove interese na letni konvenciji NCAI, zimskem zasedanju izvršnega sveta in konferenci sredi leta.

## Pomembni poglavarji Lipan Apache
Spodaj so zgodovinski poglavarji z ocenjenimi časi, ko so bili aktivni.
- Bigotes (dobesedno Brkati) (sredina 18. stoletja): Leta 1751 je zapustil Teksas in prečkal Rio Grande v Coahuilo. Približno v tem času so živeli ob rekah Rio Escondido in Rio San Rodrigo v Coahuili.[83][84][85]
- Poca Ropa (dobesedno malo ali skopo oblačil) (okoli 1750 – okoli 1790) je bil poglavar skupine Malega predpasnika ob spodnji reki Pecos.[86]
- Cavezon/el Gran Cavezon (dobesedno Velika glava): okoli 1760 – okoli 1790) je bil poglavar skupine Ognja ali Tabornega kroga, živel je ob reki San Saba proti zgornji reki Nueces.[87][88][84]
- Yolcha/Yolcna Pocarropa (okoli 1822 – okoli 1828) je bil poglavar več skupin Malega predpasnika  v zahodnem Teksasu, vnuk Poca Rope. Bil je zaveznik Cuelgasa de Castra. Svojo skupino je konec 1820-ih preselil z območja spodnje reke Pecos v zahodnem Teksasu v regijo Laredo in spodnje Rio Grande.[86][89]
- Cuelgas de Castro (okoli 1821 – okoli 1842) je bil poglavar skupine Sončne vidre na ozemlju San Antonia čez Rio Grande v Tamaulipasu in je imel veliko vlogo pri interakcijah med Republiko Teksas in Lipan Apači. Bil je zaveznik poglavarjev Flacca in Yolche Pocarrope.[84][90][89]
- Flacco (okoli 1821 – okoli 1843) je bil poglavar skupine Visokega mokasina vzhodno od San Antonia, ki je v preteklosti pomagal teksaškim milicam. Bil je prijatelj predsednika Republike Teksas Sama Houstona.[87][91]
- Magoosh (Ma’uish): okoli 1850 – 1900) je bil poglavar skupine Sončne vidre v jugovzhodnem Teksasu. Zaradi hude epidemije je en del te skupine odšel v Zaragoso v Coahuili, medtem ko se je drugi del Magoosheve skupine zatekel k Mescalerom in jih leta 1870 spremljal na rezervat Mescalero.[84][92]